# Benjamin Bregenzer
Benjamin Bregenzer (Bolzano, 1º aprile 1988) è un ex hockeista su ghiaccio italiano, di ruolo difensore.

## Biografia
Bregenzer nacque a Bolzano, ma crebbe nella vicina Renon. Egli esordì in massima serie con il Ritten Sport nel corso della stagione 2006-2007, e con la squadra dell'altipiano giocò (con l'eccezione di due brevi periodi di prestito all'Hockey Club Gherdëina-Gardena in serie A2) fino al 2012, mettendo assieme 212 presenze in campionato e guadagnandosi la convocazione in Nazionale.
Nell'agosto del 2012 passò a titolo definitivo allo stesso HC Gherdëina. Dopo cinque stagioni coi gardenesi, giocate in parte in seconda serie (2012-2014) ed in parte in massima serie (dal 2014 al 2017, l'ultima stagione in Alps Hockey League), è passato al Caldaro. Al termine della stagione non rinnovò il contratto.

## Palmarès

### Club
- Coppa Italia: 1

Renon: 2009-2010
- Supercoppa italiana: 2

Renon: 2009, 2010